# Maryvonne Schiltz
Pour les articles homonymes, voir Schiltz.
Maryvonne Schiltz née à Laval est une actrice et costumière française au théâtre, au cinéma et à la télévision.

## Filmographie

### Cinéma

#### Longs métrages
- 1995 : Les Apprentis de Pierre Salvadori : la mère de Fred
- 2001 : Mademoiselle de Philippe Lioret : Élisabeth Carioux
- 2002 : La Cage d'Alain Raoust : la mère d'Anne
- 2016 : Cessez-le-feu d'Emmanuel Courcol : Louise, la mère de Georges

### Télévision

#### Séries télévisées
- 1974 : Nans le berger de Roland-Bernard : Pascaline
- 1976 : Les Mystères de New York de Jaime Jaimes : Antonia
- 1977 : Richelieu, le Cardinal de Velours de Jean-Pierre Decourt : Léonora Galigaï
- 1978 : Émile Zola ou la Conscience humaine de Stellio Lorenzi : Jeanne Roserot
- 1978 : Messieurs les Jurés : L'Affaire Heurteloup de Boramy Tioulong
- 1979 : Les Enquêtes du commissaire Maigret : Maigret et la dame d'Étretat de Stéphane Bertin : Arlette
- 1979 : Caméra une première : Ann Dollwood de Jean-François Delassus : L'inconnue du train
- 1979 : Les Amours de la Belle Époque : La statue voilée de Jean-Paul Roux : Madeleine Buchet
- 1980 : Les Amours des années folles : L'homme à l'Hispano de Boramy Tioulong : Joséphine
- 1981 : Les Cinq Dernières Minutes : Le retour des coulons d'Eric Le Hung : Edith
- 1990 : Haute Tension : Les Amants du lac de Joyce Buñuel : Bettina
- 1993 : Maigret épisode 7 : Maigret et les caves du Majestic de Claude Goretta
- 2003 : Je serai toujours près de toi de Claudio Tonetti : Violette
- 2005 : Trois femmes… un soir d'été, réalisée par Sébastien Grall : Yvonne Sauveterre, mère de Cathy et Bruno
- 2007 : Commissaire Cordier, épisode Rédemption réalisée par Gilles Béhat : Louise
- 2010 : Un flic, épisode Permission de sortie réalisée par Patrick Dewolf : Louise
- 2016 : Origines, réalisée par Jérôme Navarro

#### Téléfilms
- 1969 : Le Soleil des eaux de Jean-Paul Roux : Solange
- 1971 : Crime et Châtiment de Stellio Lorenzi : Dounia
- 1972 : La Cerisaie de Stellio Lorenzi : Varia
- 1977 : Le Loup blanc de Jean-Pierre Decourt : Goton
- 1978 : Zigzags de Bruno Gantillon : Chris
- 1979 : La servante de Lazare Iglesis : Judith, la servante
- 1981 : Un petit paradis de Michel Wyn : Claire Carat
- 1992 : Le Droit à l'oubli de Gérard Vergez
- 1993 : Le Chasseur de la nuit, de Jacques Renard : La Mère
- 1994 : Le Feu follet de Gérard Vergez
- 1994 : Trois Petits Meurtres et puis s'en va ... d'Alain Wermus
- 1995 : Les vacances de l'inspecteur Lester d'Alain Wermus : Emelie
- 1996 : Les Faux Médicaments : Pilules mortelles d'Alain-Michel Blanc : sœur
- 2002 : Le Pont de l'aigle de Bertrand Van Effenterre : Hélène Coudert
- 2004 : Je serai toujours près de toi de Claudio Tonetti : Violette
- 2016 : Le Passe-muraille, de Dante Desarthe : la mère d'Émile

## Théâtre
- - 1979 : Cyrano de Bergerac d'Edmond Rostand, mise en scène Raoul Billerey et Jean Danet
- 1984 : Les Bonnes de Jean Genet mise en scène Jean-Claude Drouot, Théâtre de la Comédie - Madame
- 1985 : La locandiera de Carlo Goldoni, mise en scène Jean-Claude Sachot - Mirandoline, le marquis
- 1986 : Don Carlos de Friedrich von Schiller, mise en scène Michelle Marquais - Élisabeth de Valois
- 1988 : Le Cid de Pierre Corneille, mise en scène Gérard Desarthe, MC93 Bobigny - Elvire
- 1988 : Andromaque de Jean Racine, mise en scène Pierre Santini, Théâtre des Boucles de Marne - Andromaque
- 1990 : Saint Don Juan d'après Joseph Delteil, mise en scène Jean-Claude Drouot - Commandeur-Amazone
- 1992 : M. comme... Baxter (This story of yours) de John Hopkins (en), mise en scène John Berry
- 1994 : Lucrèce Borgia de Victor Hugo, mise en scène Vincent Garanger
- 1995 : Le Dernier Rose aux joues de Michèle Magny, mise en scène Pierre Orma
- 1997 : La lune se couche d'après Harold Pinter, mise en scène Karel Reisz, Théâtre du Rond-Point
- 2002 : Turcaret d’Alain-René Lesage, mise en scène Gérard Desarthe, MC93 Bobigny
- 2003 : Avant/après de Roland Schimmelpfennig, mise en scène Michèle Foucher, Théâtre national de la Colline
- 2005 : Le jardin imparfait de François Béchu
- 2007 : Monsieuye Jarry de François Béchu, Théâtre de l'Échappée - Hélène
- 2009 : Le crime de Flo de Jean Gillibert, mise en scène Cynthia Gava, Maison des Métallos
- 2012 : Fin de journée de André Benedetto, mise en scène Patrick Pelloquet, Théâtre des Carmes
- 2014 : III de Philippe Malone, mise en scène Patrick Sueur et Paule Groleau, Théâtre de Laval
- 2015 : Arthur et Vitalie Rimbaud, la Quête du soleil de Bernard Guérin et Bastien Telmon, Théâtre de Poche Graslin - la Rimbe
- 2018 : À la trace d'Alexandra Badea, mise en scène Anne Théron, Théâtre national de Strasbourg - Margaux